# Nähmaschinenwerk Wittenberge
Das Nähmaschinenwerk Wittenberge war eine Fabrik in Wittenberge, die von 1903 bis zu ihrer Liquidation nach der deutschen Wiedervereinigung durch die Treuhandanstalt am 31. Januar 1992 existierte. Zu DDR-Zeiten war das Unternehmen ein Volkseigener Betrieb (VEB) und trug den Namen VEB Nähmaschinenwerk Wittenberge. Die produzierten Nähmaschinen trugen vor der Gründung der DDR die Bezeichnung Singer, dann kamen die Neuentwicklungen unter den Namen Veritas und Naumann auf den Markt.

## Geschichte

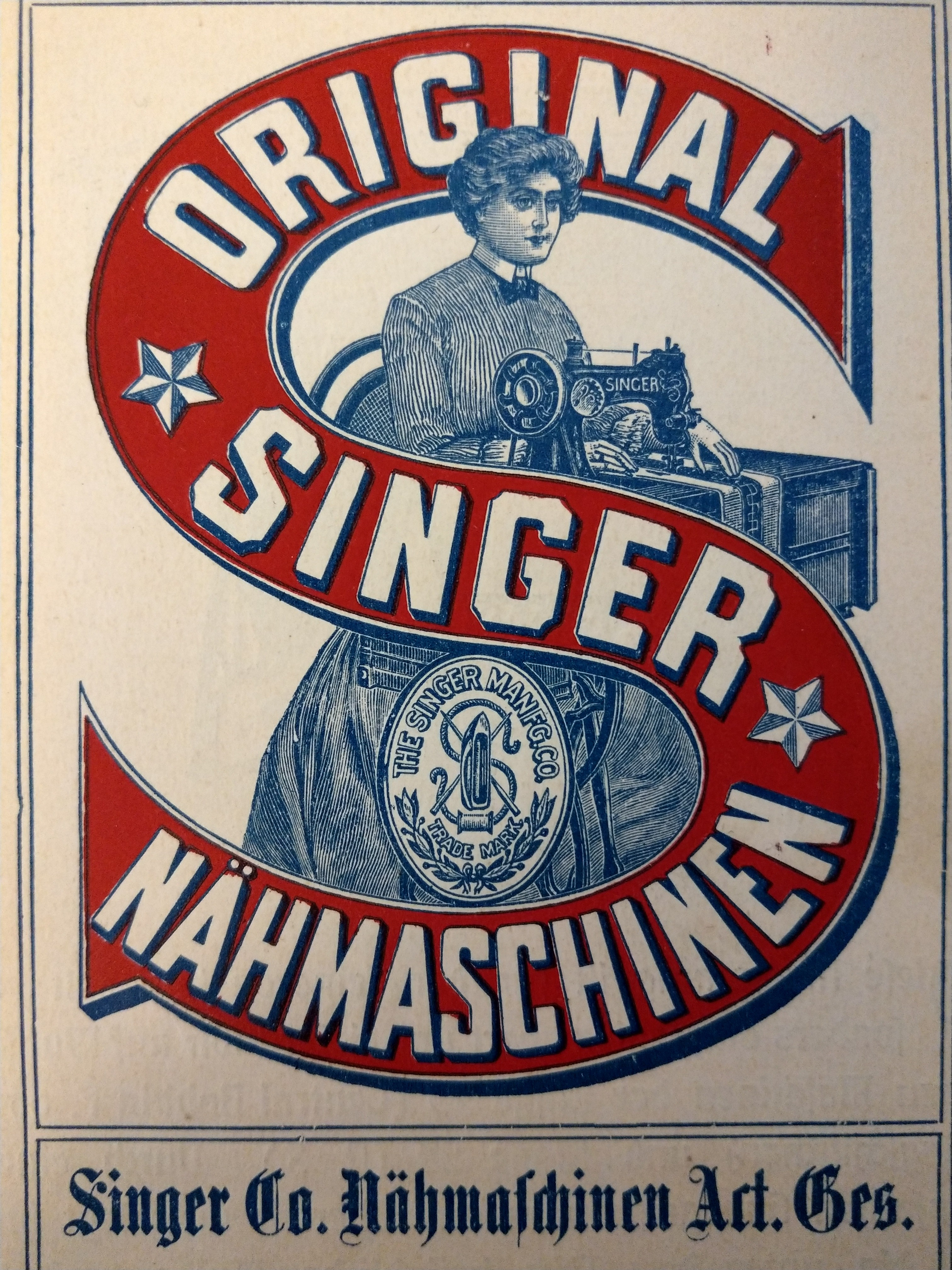
Singer Nähmaschinen Aktien-Gesellschaft

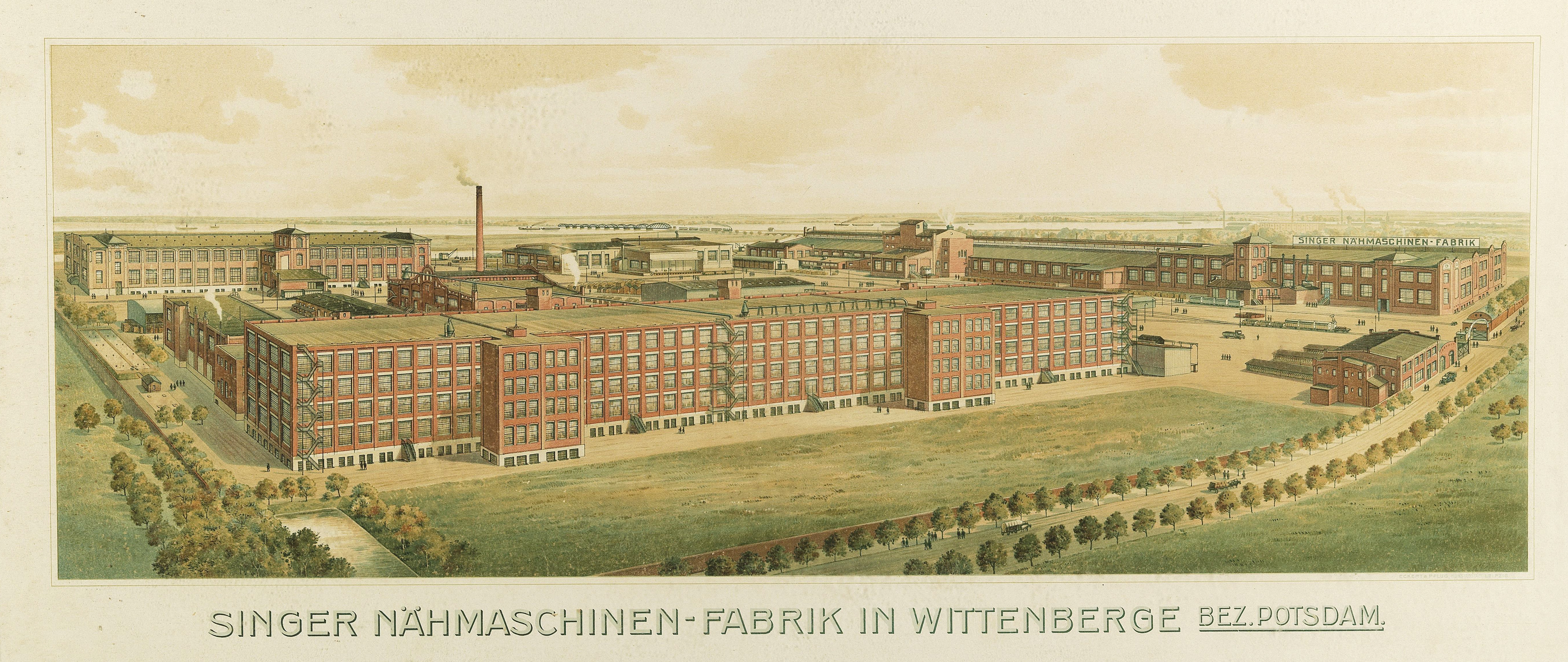
Werksgelände, vor 1945

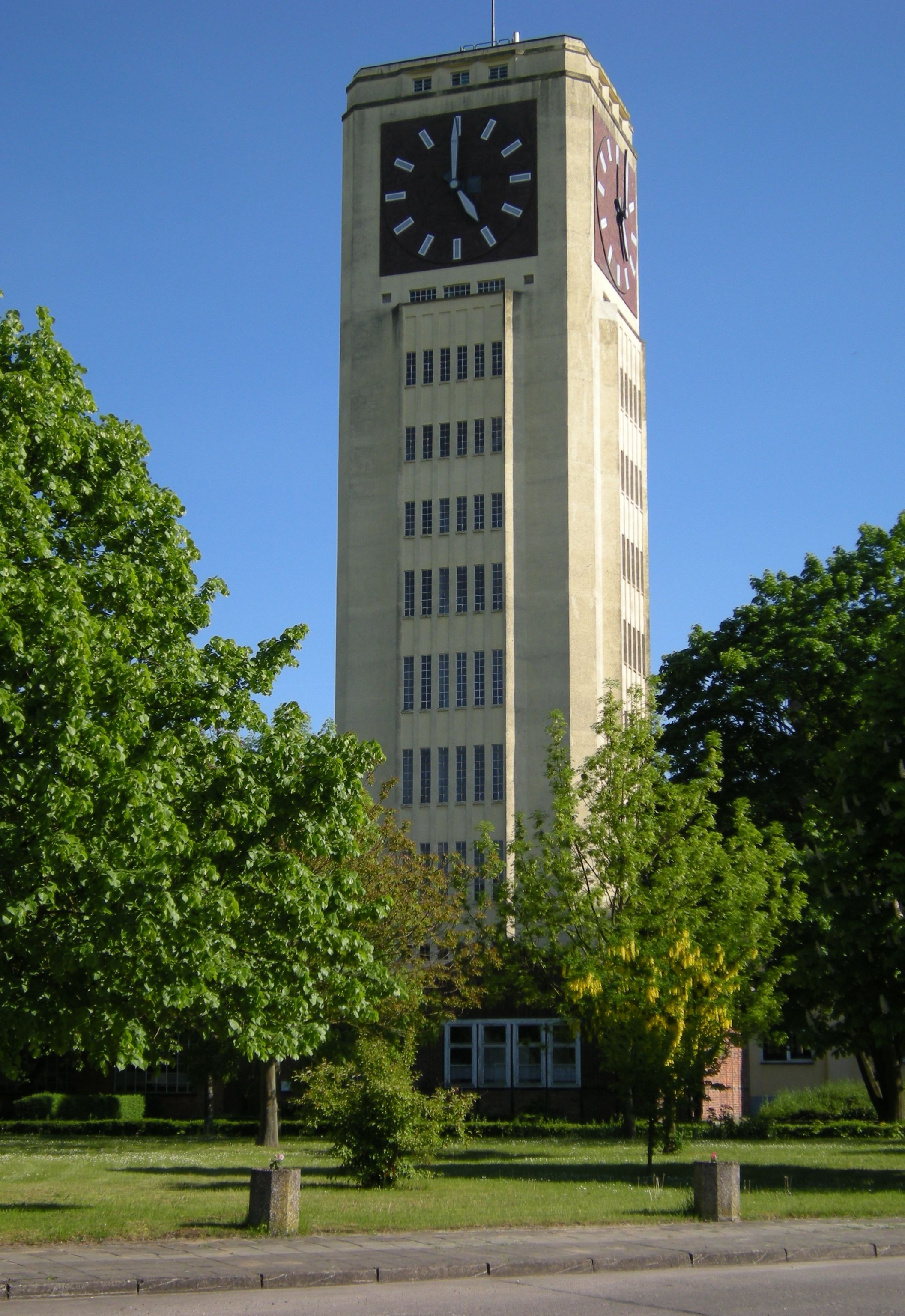
Uhrenturm des Werks und Wahrzeichen der Stadt

Das Werk wurde 1904 als Zweigwerk der Singer Nähmaschinen Aktiengesellschaft in Betrieb genommen: Es brachte Wittenberge den Titel „Stadt der Nähmaschinen“ ein. 1913–14 wurde die Siedlung Eigene Scholle u. a. für die Arbeiter der Singer-Werke erbaut. 1926 wurde der Singer Turn- und Sportverein e. V. gegründet. Das spätere Warenzeichen Veritas (lat., dt. Wahrheit) findet sich noch im Namen des Sportvereins CM Veritas Wittenberge und im VERITASKLUB.
Ab 1928 entstand in 14-monatiger Bauzeit der Uhrturm des Werks: der zweitgrößte freistehende Uhrturm Europas, die größte freistehende Turmuhr Deutschlands.
Ab 1931 wirkte sich die Weltwirtschaftskrise auch auf dieses Unternehmen aus, die Wochenarbeitszeit wurde zum 1. Juni von 48 auf 40 Stunden reduziert. In diesem Jahr wurden noch 43.351 Nähmaschinen exportiert. Im Jahr 1932 gab es zahlreiche Streiks; das Geschäft allerdings erholte sich, sodass 1936 ein Erweiterungsbau eingeweiht werden konnte. Betriebswirtschaftliche Neuerungen ergaben sich mit dem Einsatz von Hollerith-Lochkartenapparaten zur Maschinensteuerung.
Ab 15. Juni 1945 wurde das Werk als Reparationsleistung bis ins Jahr 1946 hinein demontiert und nach seiner Beschlagnahmung in Gießerei- und Maschinenfabrik Wittenberge umbenannt. Noch im gleichen Jahr konnte mit Krediten eine neue Gießerei in Betrieb genommen werden, die Belegschaft stieg auf 382 Personen.
Am 1. Januar 1965 wurde die Fabrik mit den im Jahr 1964 eingegliederten Zulieferwerken in Lenzen und Bad Wilsnack zum VEB Nähmaschinenwerk Wittenberge - Kombinat TEXTIMA zusammengeschlossen. 1968 konnte die ein-millionste Haushaltsnähmaschine exportiert werden. 1970 wurde die Industriemaschinenfertigung ausgegliedert und der Betrieb wechselte abermals den Namen in Kombinat VEB Nähmaschinenwerk Wittenberge; er fertigte an sieben Standorten. Die große Nachfrage im In- und Ausland machte ein weiteres neues Werk notwendig, das von 1976 bis 1980 in Wittenberge gebaut wurde. 1983 wurde die Gießerei automatisiert. Im Jahre 1989 waren im VEB Nähmaschinenwerk Wittenberge etwa 3.200 Arbeiter und Angestellte beschäftigt. Am 4. Oktober des Jahres wurde die sieben-millionste Haushaltsnähmaschine produziert.
Nach der deutschen Wiedervereinigung wurde das Werk am 31. Januar 1992 durch die Treuhandanstalt liquidiert. Nach Einschätzung des damaligen Mitglieds der Werksleitung Henry Strutz gegenüber der Märkischen Allgemeine im Mai 2013 waren folgende Gründe dafür ausschlaggebend: „Kein Betrieb aus der Branche wollte oder konnte uns kaufen, da sie zum Teil schon selbst in wirtschaftlichen Schwierigkeiten steckten.“, so Strutz. Zum zweiten habe die Währungsunion das Veritaswerk vor eine „unüberwindbare Hürde gestellt“, weil die im Verhältnis eins zu zwei umgestellten Preise das Unternehmen finanziell überforderten. Schließlich seien auch die traditionellen Absatzmärkte weggebrochen, sodass für Nähmaschinen aus Wittenberge zumindest zur damaligen Zeit kein Bedarf mehr vorhanden gewesen sei.
Seit der Schließung des Werkes stehen die Gebäude größtenteils leer. Im ehemaligen Verwaltungsgebäude befindet sich ein Oberstufenzentrum des Landkreises Prignitz.
Nach einigen Wechseln liegen die internationalen Markenrechte an der Marke „Veritas“ seit 2010 bei der schweizerischen „BERNINA“ Gruppe. Die 100-%-Tochtergesellschaft Crown Technics Ltd. nutzt diese für den europaweiten Vertrieb von „VERITAS“.

## Architektur

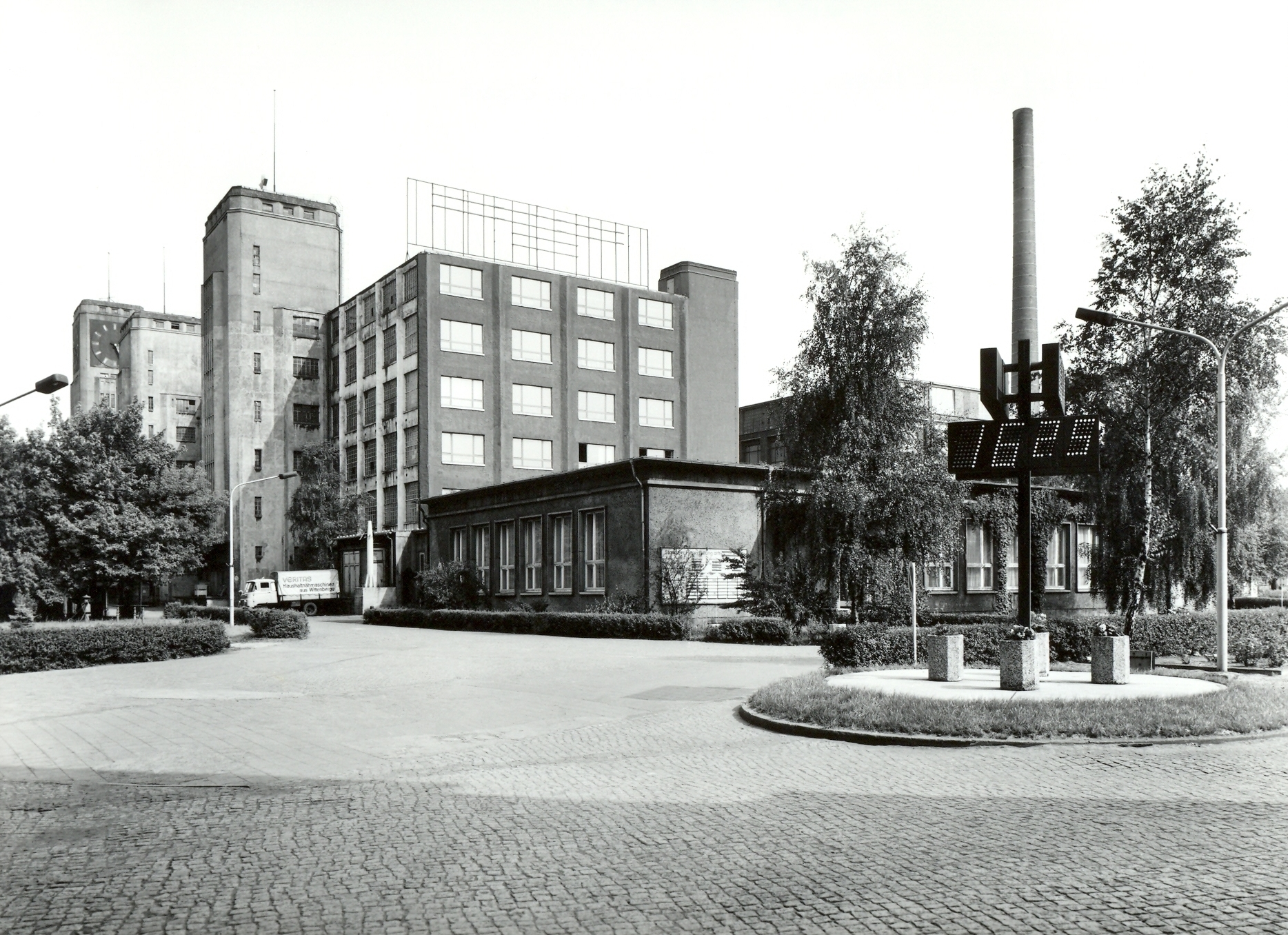
Werksgelände, 1984

Das ehemalige Nähmaschinenwerk besteht aus mindestens acht größeren Komplexbauten, meist im norddeutschen Backsteinstil oder in Stahlbetonbauweise errichtet, die Formen neoklassizistisch. Bemerkenswert ist, dass alle Baumaße in Anlehnung an den amerikanischen Mutterkonzern in Zoll ausgeführt wurden.

## Mit dem Unternehmen verbundene Personen
- Willy Starcke

## Produkte (Auswahl)

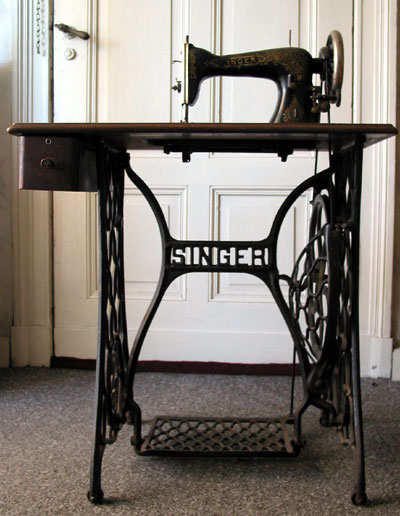
Historische Singer-Nähmaschine

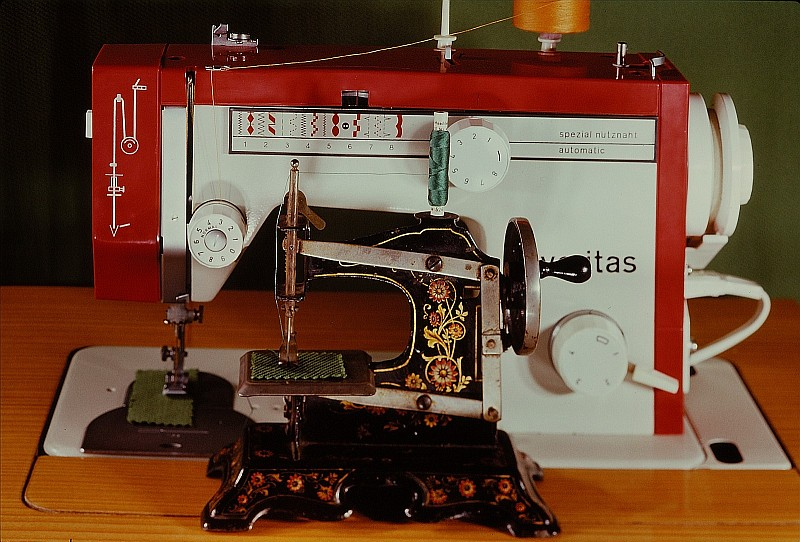
Veritas Nähmaschine

- Veritas 8017: Erste Freiarmnähmaschine aus der DDR mit Kunststoffgehäuse (Entworfen 1960 von Klaus Kunis)[5]
- Haushaltsstrickmaschine VERITAS Modell 5443 (1974)
- Freiarmnähmaschine Columba NP 4500 (1983–1990)
- Freiarmnähmaschine Famula 4681 (1986–1991)
- Rubina 1462 (1989–1991)